# معركة فاسيلكيف
معركة فاسيلكيف هي معركة عسكرية جرت بين القوات الروسية والأوكرانية بدأت في 26 فبراير 2022، خلال الغزو الروسي لأوكرانيا 2022.

## المعركة
في الصباح الباكر من يوم 26 فبراير، بدأ المظليون الروس بالإبرار بالقرب من مدينة فاسيلكيف، على بعد 40 كم فقط جنوب كييف، في محاولة لتأمين قاعدة فاسيلكيف الجوية. وقع قتال عنيف بين المظليين الروس والمدافعين الأوكران في المدينة.
وفقًا لمسؤولين أمريكيين وأوكرانيين، في الساعة 01:30، أسقطت مقاتلة أوكرانية سو-27 إليوشن إل-76 روسية تحمل مظليين. وفي الساعة 03:20، أُسقطت طائرة إل-76 ثانية فوق مدينة بيلا تسيركفا المجاورة.
وقد صرحت عمدة المدينة بأن أكثر من 200 أوكراني أصيبوا في القتال. وزعمت لاحقًا أن القوات الأوكرانية صدت هجوم المظليين الروس على القاعدة الجوية العسكرية بالقرب من المدينة والشارع المركزي، مع تهدئة الوضع في المدينة. ذكرت صحيفة وول ستريت جورنال أن القوات الأوكرانية قامت بدوريات في المدينة في الصباح، وكانت تبحث عن الروس المعزولين.
في الصباح الباكر من يوم 27 فبراير، أصاب صاروخ روسي مستودعًا للنفط في فاسيلكيف، مما أدى إلى اشتعال النيران فيه.
في 12 مارس دمرت الصواريخ الروسية قاعدة فاسيلكيف الجوية.